# Томе Піріш
Томе́ Пі́ріш (порт. Tomé Pires 1465/1468 — бл. 1540) — португальський ботанік, аптекар, мандрівник, дипломат. Перший посол Португальського королівства до Китаю.

## Біографія
Походив з родини аптекарів. Народився між 1465 та 1469 роками в Лісабоні. У віці 20 років після смерті батька успадкував родинну посаду особистого придворного аптекаря принца Афонсу (сина короля Жуана II). Втім у 1491 році принц Афонсу загинув внаслідок нещасного випадку, а 1495 року помер його батько. Після чого на трон зійшов Мануел I. Томе Піріш став довіреною особою при королівському дворі завдяки своїм знанням в фармакології, а також вмінню виконувати адміністративні доручення.

## В Південно-Східній Азії
У 1511 році вирішив відплисти до португальських володінь в Індії, збирався заснувати аптеку і зайнятися збором і описом корисних лікарських рослин. Він отримав оклад в 30 тис. рейсів, 3 слуг і право укладати угоди на купівлю 209 центнерів лікарських засобів. Король Мануел I надав Томе Пірішу лист до віце-короля Португальської Індії Афонсу де Албукеркі з проханням підшукати для нього якусь вакантну посаду.
Спочатку прибув до Кочіна в Індії. Після захоплення португальцями Малакки в 1511 році залишився в цьому місті, де працював бухгалтером в португальській фейторії (факторії). У 1512—1515 роках відвідав найближчі острови, зокрема о. Яву, вивчаючи місцеві історію, географію, ботанічний світ.
У 1516 році перебрався до Кочіна й збирався повертатися до Португалії. В цей час до Індії прибув новий губернатор Португальської Індії Лопу Суаріш де Албергарія з королівським наказом встановити дипломатичні та торгівельні стосунки з Китаєм. Очолити посольство було доручено Томе Пірішу. Останній того ж року на судні капітана Фернана Піріша де Андраде відправився до Китаю, куди прибув в жовтні 1517 році. Зупинився в місті Кантон (Гуанчжоу), де чекав дозволу на продовження подорожі до Пекіну.
У 1520 році отримав дозвіл перебратися до Нанкіну. Мінський імператор Чжу Хоучжао надав наказ португальцям слідувати до Пекіна, але в аудієнції відмовив. Причиною цього були інтриги мусульманських правителів Яви і Малакки, які негативно характеризували португальців. Через 3 місяці імператор помер й Піріш отримав наказ повертатися до Кантона. В Кантоні його арештували з вимогою, щоб португальці залишили Малакку. У 1523 році більшість членів посольства було страчено. Доля самого Піріша невідома: за одними відомостями він помер у в'язниці 1524 року, за іншими його відправили у заслання до м. Сампітай (провінція Цзянсу), де португалець помер близько 1540 року.

## Творчість
Є автором праці «Сумма Сходу від Червоного моря до Китайського» («Suma Oriental que trata do Mar Roxo até aos Chins»), стисло «Сумма Сходу», що поєднала науковий трактат і енциклопедичний довідник. Ця праця містила інформацію про невідомі на той час області Південно-Східної Азії, їх рослинний світ, історію, географію, етнографію, торгові шляхи, грошові і метричні системи, місцеві зовнішньоторговельні відносини. «Сумма Сходу» містить найбільш повний опис Індійського океану, його економічних районів, портових міст, морських вітрів і течій, які впливають на періодичність торгових зв'язків. Томе Піріш надав опис азійських народів, соціальні організації їхніх спільнот. Є найповнішим описом східних країн, зробленим у першій половині XVI століття, а також це перший європейський опис Малайзії, чиї дані не втратили актуальності протягом наступних півтора-двох десятків років. також представлено місцеві рослини, традиційні лікувальні засоби Індії, Індонезії, згадано про використання наркотиків.
Деякі сучасні назви країн і міст позначені саме Пірішем, а саме — Японія, Кантон, Сінгапур. Він першим серед європейців згадав архіпелаг Філіппіни і дав точний опис Молуккських островів. В його праці міститься найдавніша історія міста Малакки, складена західним істориком.